# 870

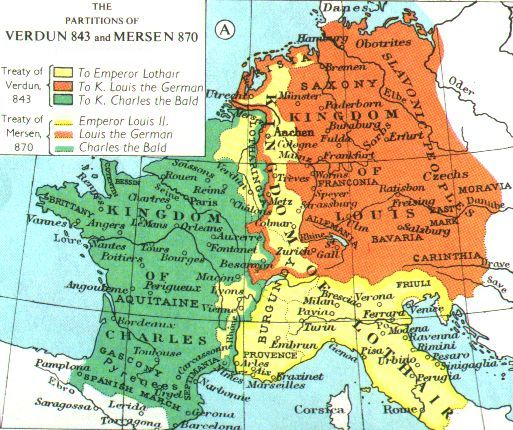
Verdeling van het Midden-Frankische Rijk na het Verdrag van Meerssen (870)

Het jaar 870 is het 70e jaar in de 9e eeuw volgens de christelijke jaartelling.

## Gebeurtenissen

### Europa
- 8 augustus – Verdrag van Meerssen: Koning Karel de Kale en zijn halfbroer Lodewijk de Duitser komen samen bijeen in Meerssen om het Midden-Frankische Rijk te verdelen. Karel krijgt het westelijke deel toegewezen (het toekomstige Frankrijk) en Lodewijk krijgt het bestuur over het oostelijke deel (het toekomstige Duitsland). Keizer Lodewijk II (een broer van de overleden Lotharius II) wordt in de rijksdeling genegeerd. In dit verdrag wordt ook Mechelen voor het eerst genoemd.
- Rastislav, heerser (knjaz) van Moravië, wordt na een vruchteloze opstand gevangengenomen en uitgeleverd aan Lodewijk de Duitser. Hij overlijdt later in de gevangenis en wordt opgevolgd door zijn neef Svatopluk I.
- Ingelgerius, een Frankische edelman, wordt door Karel de Kale tot burggraaf van Orléans en prefect van Tours aangesteld. Het ontstaan van het graafschap (latere hertogdom) Anjou.
- Bořivoj I, hertog van Bohemen (huidige Tsjechië), erkent Svatopluk I als leenheer en kan door zijn steun de machtspositie verder uitbreiden in Bohemen.
- Wifried I, een Frankische edelman, wordt benoemd tot markgraaf van Urgell en Cerdanya (gelegen in de Pyreneeën).
- Boudewijn I, graaf van Vlaanderen, geeft opdracht de kastelen van Aalst, Brakel en Poederoijen te laten bouwen.

### Brittannië
- Herfst – Het Grote Deense leger onder leiding van Halfdan Ragnarsson valt Wessex binnen. Het verovert Reading in Berkshire en vestigt er een hoofdkwartier. Een Vikingenvloot onder aanvoering van Bagsecg vaart de rivier de Theems op en voert versterkingen aan.

### Arabische Rijk
- Byzantijns-Arabische Oorlog: een Arabisch expeditieleger van Sicilië verovert Malta; het strategisch gelegen eiland wordt ingelijfd bij het emiraat Sicilië.
- Kabul valt in handen van de Saffariden.

### Azië
- In China neemt de machtspositie van de Tang-dynastie verder af door een reeks grootschalige boerenopstanden (waarschijnlijke

datum).
- Het Kakawin Ramayana, een Javaans dichtwerk (kakawin), wordt geschreven (waarschijnlijke datum).

### Religie
- 1 mei – Het gebeente van Walburga wordt overgebracht naar het Sint-Walburgklooster in Eichstätt. Deze feestdag de Walpurgisnacht genaamd, markeert het begin van de zomer.
- Einde van het Vierde Concilie van Constantinopel: het Bulgaarse Rijk krijgt toestemming van keizer Basileios I om een onafhankelijke kerk te vestigen.
- Eerste schriftelijke vermeldingen van Mechelen, Meerbeke en Würselen.

## Geboren
- Æthelflæd, dochter van Alfred de Grote (of 869)
- Adelheid van Bourgondië, Frankisch gravin (overleden 929)
- Alexander III, keizer van het Byzantijnse Rijk (overleden 913)
- Al-Farabi, Arabisch geleerde en filosoof (waarschijnlijke datum)
- Ermengard, graaf van Rouergue en Quercy (waarschijnlijke datum)
- Pavle Branović, Servisch prins (grootžupan) (waarschijnlijke datum)
- Petar Gojniković, Servisch prins (waarschijnlijke datum)
- Raymond II, graaf van Toulouse (waarschijnlijke datum)
- Romanos I, keizer van het Byzantijnse Rijk (waarschijnlijke datum)
- Zwentibold, koning van het Oost-Frankische Rijk (of 871)

## Overleden
- 2 april – Ebba van Coldingham, Schots abdis
- Al-Boekhari (60), Perzisch schriftgeleerde
- García Íñiguez, koning van Navarra
- Hostivit (50), hertog van Bohemen
- Judith (26), dochter van Karel de Kale
- Otfried von Weißenburg, Duits dichter
- Rastislav, heerser (knjaz) van Moravië
- Wandalbert van Prüm, Frankisch diaken